# Scopelocheirus hopei
Scopelocheirus hopei is een vlokreeftensoort uit de familie van de Scopelocheiridae. De wetenschappelijke naam van de soort is voor het eerst geldig gepubliceerd in 1851 door Costa.